# Kafu
Le Kafu, anciennement Kabi, est un cours d'eau d'Ouganda.
C'est un affluent du Nil Blanc qu'il rejoint près du lac Kyoga.